# Грубе Вільгельм Федорович
Вільгельм Федорович Грубе (нар. 30 травня 1827, с. Нейгуш Курляндської губернії — 28 квітня 1898, Харків) — хірург, патологоанатом, професор кафедри оперативної хірургії та хірургічної клініки Харківського університету.

## Життєпис
Народився у бідній родині у с. Нейгуш Курляндської губернії (нині Латвія). Початкову освіту здобув вдома, а згодом навчався у Ризької гімназії. Після закінчення гімназії у 1844 році, він розпочав навчання як казеннокоштний студент на богословському факультеті Дерптського університету. Проте його більше цікавила медицина і через два роки він перейшов на медичний факультет. Закінчив університет у 1850 році з відзнакою і здобув науковий ступінь доктора медицини після захисту дисертації про доброякісні пухлини носа. За захист дисертації про сідничу грижу у 1851 році був удостоєний другого вченого ступеня — доктора медицини та хірургії.
Через те, що В. Ф. Грубе був казеннокоштним вихованцем університету, то після завершення навчання він став морським лікарем і 2 роки плавав флотським лікарем на фрегаті «Камчатка». Під час навколосвітньої подорожі, здійсненої під час флотської служби, Вільгельм Федорович, при зупинках у портових містах різних країн, використовував кожну можливість для вивчення організації лікувальної справи у клініках та шпиталях.
Після завершення морської служби його призначили штатним ординатором-хірургом великого військового шпиталю у Кронштадті. Його організаційні здібності були помічені і 1855 року став керівником великого хірургічного відділення на 1000 ліжок. Проведення В. Ф. Грубе на трупах теоретичних та практичних занять, передбачених його посадою, з військовими лікарями розкрило його педагогічні здібності. У цей час він побував у клініках Лангенбека в Берліні і Штейна в Копенгагені, опублікував низку робіт з оперативної хірургії.
У 1859 році В. Ф. Грубе рада медичного факультету Харківського університету одноголосно обрала завідувачем кафедри оперативної хірургії та хірургічної клініки, врахувавши, що на той час він самостійно виконав близько 10 тисяч операцій. Молодий 32-річний енергійний професор швидко завоював авторитет у викладачів, так і серед студентів. За короткий час він зумів перебудувати клініку, провести докорінну реорганізації всього педагогічного процесу.
Майже сорок років В. Ф. Грубе був директором факультетської хірургічної клініки. Здобула визнання його хірургічна школа, найвідомішим його учнем став М. П. Трінклер. Наприкінці XIX століття учні Грубе керували всіма чотирма хірургічними кафедрами, які тоді були у Харківському університеті.
Він домігся створення в університеті кафедри шпитальної хірургії, якою пізніше очолив його учень — І. К. Зарубін.
Професор Грубе став засновником Харківського медичного товариства, керував ним протягом 22 років. Також був одним з організаторів харківського відділення Червоного Хреста. Завдяки його особистому впливу були побудовані нові клініки для Харківського університету. Це сталося після того, як імператор Олександр II відвідав стару хірургічну клініку, де у Грубе лікувалися потерпілі після аварії царського потягу у Борках поблизу Харкова.
Під час російсько-турецької війни 1877—1878 років перебував на Кавказі, а згодом під Плевною, працював там хірургом, вивчав вогнепальні поранення, написав низку робіт з військово-польової хірургії.
У 1893 році під час виконання септичної операції він заразився і захворів на тяжкий сепсис. Його учні врятували життя професору, але повністю одужати він не зміг. Проте Грубе продовжував бувати у клініці, оперував, спілкувався зі студентами. За заповітом, написаним ним перед смертю, вся його величезна медична бібліотека перейшла у власність факультетської хірургічної клініки.
Помер В. Ф. Грубе 28 квітня 1898 року.

## Науковий вклад
Вільгельм Федорович першим у Росії впроваджував усі найновіші операції та відкриття, які полегшували лікування хворих.
У 1871 році він здійснив першу операцію під наркозом закисом азоту. Одним з перших у Росії він став проводити операції з приводу оваріотомії, защемлених гриж, водянок головного мозку, операції на печінці та підшлунковій залозі, резекції суглобів при туберкульозному ураженні та інші.
Значний В. Ф. Грубе вклад у запровадження у роботі хірургів антисептики. 1890 року у його клініці був встановлений стерилізаційний апарат, створено спеціальну лабораторію, що займалася вивченням і удосконаленням асептичного методу.
В. Ф. Грубе був не лише досвідченим хірургом, але й добре розумівся у внутрішніх хворобах, офтальмології, акушерстві. Завдяки цьому він здобув визнання в медичному середовищі. Він був постійним і незмінним консультантом усього півдня Росії. У травні 1881 року Микола Скліфосовський запросив його на консиліум до важко хворого Миколи Пирогова. Відомо також, що Пирогов «выражал желание, чтобы в случае, если будет нужна операция, ее делал бы Грубе»(рос.).
Йому належить 53 надруковані роботи і опубліковані доповіді в Харківському медичному товаристві. Він опублікував ряд робіт, присвячених використанню хлороформу та морфію для знеболення. Серед учнів Грубе відомі медики Данилевський, Трінклер, Гіршман, Фабрикант. Також відомо що, професор Грубе консультував поетесу Лесю Українку щодо можливостей хірургічного лікування туберкульозу.